# 國夫君的躲避球 全員集合！
《國夫君的躲避球 全員集合！》（又译作）是一款由Technōs Japan制作和发行於超級任天堂的躲避球体育类游戏，是《热血高校躲避球部》繼街機、紅白機和Game Boy版後第四款作品。本作在玩法方面與前三作相比有著相當程度的變化，例如加入選手培育和必殺技合成等。
2024年9月18日，本作透過任天堂Switch Online釋出了對應任天堂Switch的西方版本（日版已於2020年12月18日推出），是首次於日本以外發行，不過內容仍然是採用日語，沒有翻譯成英文。
亞克系統宣佈於2025年4月24日發行《Super Technos World 熱血系列與街機經典收藏版》中收錄本作，並首次英文本地化。